# Municipalité du district de Plungė
La municipalité du district de Plungė (en lituanien : Plungės rajono savivaldybė) est l'une des 60 municipalités de Lituanie. Son chef-lieu est Plungė.

## Seniūnijos de la municipalité du district de Plungė
- Alsėdžių seniūnija (Alsėdžiai)
- Babrungo seniūnija (Babrungas)
- Kulių seniūnija (Kuliai)
- Nausodžio seniūnija (Varkaliai)
- Paukštakių seniūnija (Grumbliai)
- Platelių seniūnija (Plateliai)
- Plungės miesto seniūnija (Plungė)
- Stalgėnų seniūnija (Stalgėnai)
- Šateikių seniūnija (Šateikiai)
- Žemaičių Kalvarijos seniūnija (Žemaičių Kalvarija)

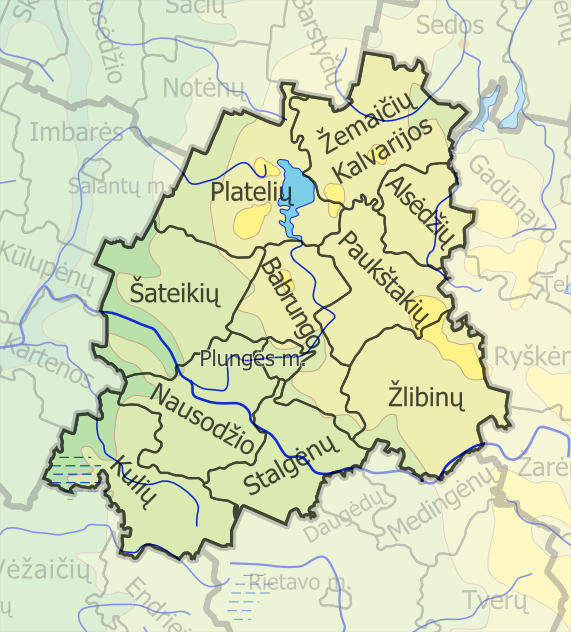
Seniūnijos de la municipalité du district de Plungė

- Žlibinų seniūnija (Žlibinai)